# 이새

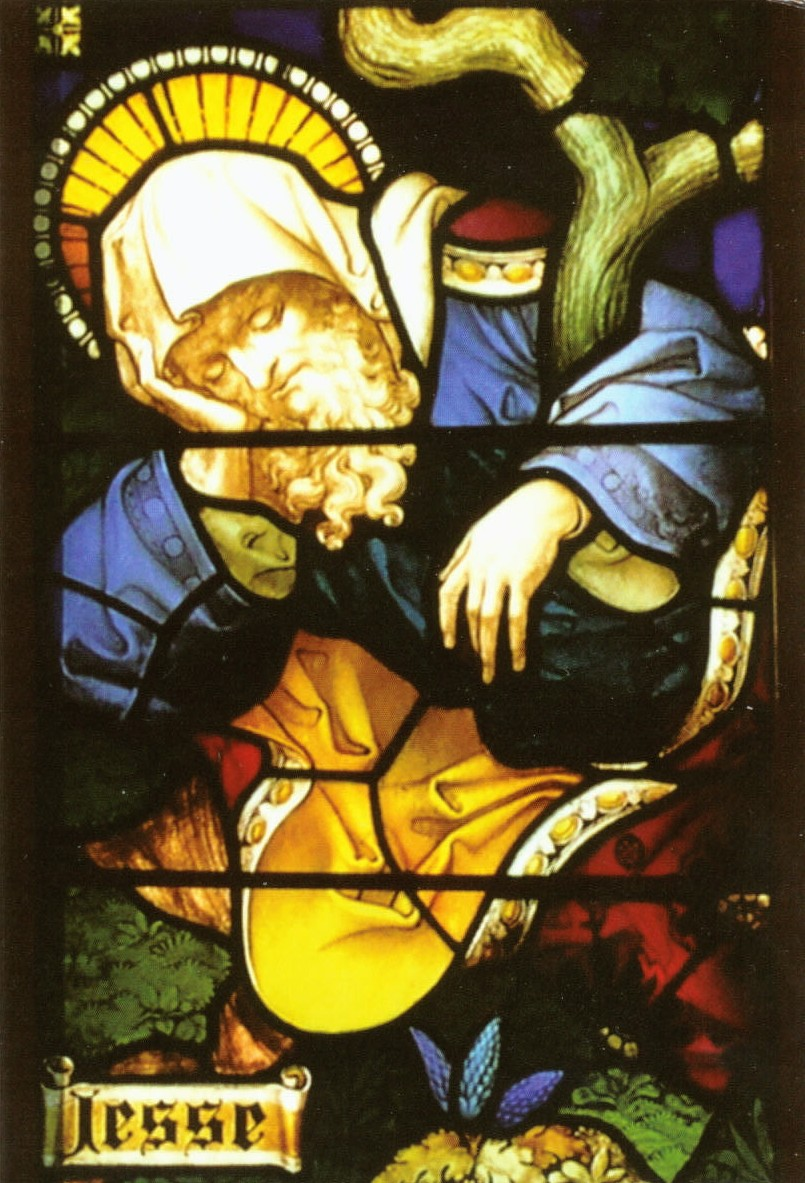
올 세인츠 교회의 스테인드 글라스
이새의 부분도. 영국 이스트서식스주, 호브

이새(영어: Jesse 또는 Yishay, 히브리어: יִשַׁי, 그리스어: Ιεσσαί)는 이스라엘 왕국의 왕인 다윗의 아버지이다. 가끔 다윗은 간단히 "이새의 아들"이라고 불린다.
이새는 오벳의 아들이자 룻과 보아스의 손자이다. 유다 지파로 베들레헴에 살았고 농사를 짓고 양을 기르며 생활했으며 베들레헴이라는 마을에서 명망있는 주민이었다. 이새는 이스라엘에서 가장 유명한 왕의 아버지이기 때문에 유대교의 중요 인물로 꼽힌다. 그는 구약성경에 등장하고 예수의 계보에서 언급되기 때문에 어느 정도 비중있는 인물로 인식된다.

## 성경적 배경
성서에 따르면 이새는 오벳의 아들이자 룻과 보아스의 손자였다. 그는 유다 베들레헴에 살았으며 유다 지파에 속했으며 농부이자 사육자였으며 양을 치는 사람이었다. 그는 베들레헴이라는 마을의 저명한 주민이었다. 이새는 이스라엘의 가장 유명한 왕의 아버지였기 때문에 유대교에서 중요한 인물이다. 그는 구약에 등장하고 예수의 족보에 언급되어 있기 때문에 기독교에서 중요하다. 후기 랍비 전통에서는 그를 죄 없이 죽은 고대 이스라엘인 네 명 중 한 명으로 지목하는데, 나머지 세 명은 베냐민, 칠레압, 암람이다.
사무엘서에는 이새에게 여덟 아들이 있었는데, 처음 세 아들의 이름은 엘리압, 아비나답, 삼마, 막내 아들은 다윗이었다고 나와 있다. 역대기에는 이새의 일곱 아들, 즉 엘리압, 아비나답, 시므아, 느다넬, 랏대, 오셈, 다윗의 이름과 두 딸 스루야와 아비가일의 이름이 나온다. 그의 손자 중에는 스루야의 세 아들 아비새, 요압, 아사헬이 있었고 그리고 아비가일의 아들 아마사이다.
어느 날 선지자 사무엘이 이스라엘의 다음 왕에게 기름을 붓기 위해 하나님께서 보내신 베들레헴에 왔다. 표면상으로는 그가 베들레헴을 방문한 것은 하나님께 제사를 드리기 위한 것이었다. 그는 자신이 베들레헴에 도착한 진짜 이유를 의심하면 사울 왕이 자신을 죽일지도 모른다는 두려움 때문에 그런 변명을 했다. 사무엘은 이새와 함께 제사를 드린 다음 그의 집으로 가서 그와 그의 가족을 거룩하게 했다. 선지자는 이새에게 그의 아들들을 데려오라고 요청했다. 사무엘이 이새의 장자 엘리압을 보고 그 키에 감동하여 그가 하나님의 기름 부음을 받은 왕임이 틀림없다고 확신하였지만, 하나님께서 사무엘에게 이르시되 그 용모와 키를 보지 말라 내가 이미 그를 버렸노라 여호와께서 사무엘에게 말씀하셨다. 사람은 외모를 보지 아니하나 사람은 외모를 보거니와 나 여호와는 중심을 보느니라”(삼상 16:7). 이새가 둘째 아들 아비나답을 바쳤을 때 하나님은 사무엘에게 “이 사람도 여호와께서 택하지 아니하셨느니라”(삼상 16:8)고 말씀하셨다. 이런 일이 그의 셋째 아들 삼마에게 다시 일어났고, 그 다음에는 넷째, 다섯째, 여섯째, 일곱째 아들이 있었다. 마침내 사무엘은 이새에게 다른 아들이 있는지 물었다. 이새는 그에게 막내 다윗이 양 떼를 돌보고 있다고 말했다. 그러자 선지자는 양을 치는 일에서 그를 데려오라고 요청했다. 사무엘은 기다렸다가 그가 도착했을 때 하나님은 선지자에게 다윗에게 기름을 부어 이스라엘의 왕으로 삼으라고 요청하셨다(삼상 16:13).
얼마 후 우울증에 시달리던 사울은 다윗이 수금을 잘 탄다는 말을 듣고 아들 다윗에게 수금 연주를 부탁했다. 제시는 왕에게 몇 가지 선물과 함께 아들을 보냈다. 왕은 다윗의 하프 연주에 너무 매료되어 제시에게 자신이 우울할 때마다 그를 위해 연주할 수 있도록 궁정에 머물게 해달라고 요청했다. 나중에 이새는 사울의 군대에서 블레셋 사람들과 전쟁을 벌이게 될 그의 형들에게 줄 선물과 함께 그의 아들 다윗을 보냈다. 몇 년 후 다윗은 왕위를 빼앗기지 않고 계속 권력을 유지하기 위해 그를 죽이려고 했던 사울을 피해 광야로 도망쳤다. 다윗은 부모의 안위가 걱정되어 모압 땅 미스바로 가서 아버지 이새와 어머니를 왕의 보호 아래 머물게 해달라고 왕에게 허락을 구했다. 그들은 다윗의 행운이 더 좋아질 때까지 그곳에 머물렀다.